# Institut de formation en masso-kinésithérapie
En France, l'institut de formation en masso-kinésithérapie (IFMK) forme les étudiants souhaitant être titulaires du diplôme d'état de masso-kinésithérapie. La formation dure 36 mois dont 27 semaines de cours théoriques (en institut agréé par le ministère de la Santé) et 24 semaines de stage. Ils sont rattachés auprès du Ministère de la Santé, des agences régionales de santé, ou auprès des centres hospitaliers (CH) ou plus récemment auprès des Universités elles-mêmes.

## Organisation de la scolarité

### Formation initiale
La formation initiale des masseurs-kinésithérapeutes se déroule actuellement sur 5 ans : une première année universitaire validée suivi de quatre ans en Institut de formation en masso-kinésithérapie (IFMK). La sélection est régie par l'arrêté du 16 juin 2015. Peuvent être admis en première année d'études préparatoires au diplôme d'État de masseur-kinésithérapeute, dans la limite des places autorisées :
- les étudiants ayant validé le Parcours d'Accès Spécifique Santé (PASS) et sélectionnés sur concours
- les étudiants ayant validé une année de licence avec un Accès Santé (L.AS) et sélectionnés sur concours

Il est également possible d'entrer dans un IFMK par l'intermédiaire de passerelles, ce mode d'admission est régi par l'arrêté du 2 septembre 2015. Ainsi peuvent être admis sur dossier et entretien, dans la limite de place égale à 5 % du quota d'entrée :
1. Les titulaires d'un des diplômes mentionnés ci-après :  - diplôme d'État d'infirmier ;  - diplôme d'État de pédicure-podologue ;  - diplôme d'État d'ergothérapeute ;  - diplôme d'État de psychomotricien ;  - diplôme d'État de manipulateur d'électroradiologie médicale et diplôme de technicien supérieur en imagerie médicale et radiologie thérapeutique ;  - certificat de capacité d'orthophoniste ;  - certificat de capacité d'orthoptiste ;  - diplôme de formation générale en sciences médicales ;  - diplôme de formation générale en sciences maïeutiques ;  - diplôme de formation générale en sciences odontologiques ;  - diplôme de formation générale en sciences pharmaceutiques ;
2. Les titulaires d'une licence dans le domaine sciences, technologies, santé et les titulaires d'une licence en sciences mention « sciences et techniques des activités physiques et sportives » (STAPS) ;
3. Les titulaires d'un diplôme reconnu au grade de master.

Il existe également une passerelle pour les sportifs de haut niveau (arrêté du 26 août 2010). L'ENKRE (École nationale de kinésithérapie et rééducation) à Saint-Maurice accueille ainsi 20 étudiants provenant de trois facultés STAPS chaque année[réf. souhaitée]. Elle propose aussi tous les ans l'entrée à 10 sportifs de haut niveau, qui peuvent suivre la formation en poursuivant leur pratique sportive ;
La quarantaine d'instituts de formation en massokinésithérapie (IFMK), qui forment chaque année 2 700 jeunes professionnels de santé, ont des statuts juridiques différents : privé à but lucratif, associatif ou public. En France il existe également 4 établissements (Lyon, Paris, Villejuif, Limoges) formant des personnes atteintes de déficiences visuels au métier de masseur-kinésithérapeute. La formation initiale hors du secteur public est relativement onéreuse. Les frais d'inscriptions s'élèvent en moyenne à 3 500 €/an mais sont très variables d'un institut à l'autre (181 € à 8 850 € selon les instituts). La formation est organisée dans chaque institut par un directeur ou directeur technique (cadre de santé masseur-kinésithérapeute) assisté de cadres de santé MK formateurs. Les études sont sur le mode de l'alternance, les étudiants étant pour la moitié de leur temps en pratique auprès de patients et pour moitié en cours théorique et travaux pratiques en institut de formation.
La formation se compose de deux cycles de deux ans. Le premier cycle est consacré aux fondamentaux, à l’ingénierie de la kinésithérapie et à des savoirs transversaux (anglais, méthodologie, etc.). Le second cycle est plus pré professionnel car il approfondit les thèmes précédents et prépare à l’exercice. La formation dure au total 6 670 heures dont 1 980 heures pour la formation théorique et pratique, 1 470 heures de formation à la pratique masso-kinésithérapique et 3 220 heures environ de travail personnel. À l'issue des 4 années d'études et après validation du contrôle continu (sur 60 points), le candidat est présenté aux épreuves du diplôme d'État qui se résume depuis 2008 à la soutenance d'un mémoire (sur 60 points). La remise de ce diplôme d'État (au moins 60/120 en totalisant les épreuves écrites et mémoire) par la DRJSCS autorise l'exercice professionnel.
L'articulation entre les dispositifs de formation actuels et le système européen universitaire suscite des débats, notamment sur la question de la création d'une quatrième année d'étude et son éventuelle équivalence au grade universitaire de master.
Le 25 janvier 2013, les ministères de la santé et de l'enseignement supérieur ont annoncé la reconnaissance des 4 années de formation de kinésithérapie, ainsi que la généralisation d'une première année universitaire, annonçant de fait la suppression du concours privé.

### Formation continue
Les kinésithérapeutes peuvent bénéficier, pour maintenir leurs connaissances, de formation continue tout au long de leur exercice professionnel, soit dans le cadre universitaire, soit par le biais d'organismes de formation associatifs ou à but lucratif.
Outre le maintien des connaissances ou l'acquisition de nouvelles compétences, ces formations permettent d'accéder à des niveaux d'expertise dans les domaines juridiques, ergonomique, social… Ainsi, la kinésithérapie étend actuellement son champ dans les domaines de l'éducation, la prévention et l'orientation au-delà de ses classiques actions curatives et palliatives, aussi bien dans les secteurs de la santé, du social que du sport et du « bien-être ».
Après au moins quatre ans d'exercice à temps plein, un masseur-kinésithérapeute peut prétendre à accéder à un Institut de formation de cadre de santé, lui offrant des perspectives professionnelles d'encadrement et/ou de formation.
Ces cadres de santé kinésithérapeutes peuvent également prétendre ensuite à des grades de cadres supérieurs ou des directeurs de soins, après concours, dans la filière rééducation dont ils sont issus.